# Keny Arkana
Keny Arkana (Boulogne-Billancourt, 20 de desembre de 1982) és una rapera francesa amb arrels argentines. Milita per causes properes a lluites antiglobalització i la desobediència civil amb La rage du peuple («La ràbia del poble»), col·lectiu creat l'any 2004 a Noailles, barri del centre de Marsella.

## Els inicis
Nascuda el 20 de desembre de 1982 a Boulogne-Billancourt, va viure una infància agitada en la qual fou internada en nombroses llars d'acollida, de les quals s'escapà en diverses ocasions. Aquests successos es veuen reflectits en cançons com «Je me barre» (Me'n vaig) i «Eh, connard» (Eh, torracollons).
Keny Arkana comença a rapejar els seus primers texts a l'edat de 12 anys. L'any 1996 comença a exhibir-se davant dels seus camarades de la llar, donant-se a conèixer a l'escena underground a la fàbrica abandonada de la Belle de Mai. En aquesta època es formen dos col·lectius, dels quals ella en forma part de forma successiva: Mars Patrie i État-Major.
État-Major, format inicialment per tretze persones (vuit MC, dos DJ i tres ballarins) és un trampolí per a Keny Arkana. L'any 2003 apareix un primer maxi vinil de la mà d'un État-Major que aleshores estava compost per Kao Domb’s, Chakra Alpha i DJ Truk. Aquest grup li permet donar-se a conèixer al públic marsellès. També participa en nombrosos recopilatoris, concerts i fins i tot emissions de ràdio.
En solitari des del 2003, Keny Arkana va consolidant cada vegada més la seva identitat artística. Participa a diversos projectes, com ara 92100% Hip Hop, Talents Fâchés i OM All Stars. En aquesta darrera compilació apareixen artistes i grups marsellesos tals com IAM o Psy4 De La Rime. Interpreta Les Murs de ma ville (els murs de la meva ciutat), on fa homenatge a la seva ciutat. El 2004 fa el seu primer maxi vinil, Le Missile est Lancé («El míssil s'ha llençat»). Per altra banda funda, en companyia de la seva representant LTK, la seva pròpia estructura de producció anomenada La Callita, abans de firmar l'any 2006 un contracte amb el segell Because Music.
També treu el CD titulat l'esquisse.
Keny Arkana ens parla, a través dels seus escrits, dels mals de la vida, i també de la seva visió del món, la qual cosa li ha suposat veure's assimilada per l'esfera de la influència altermundialista, anticapitalista, revolucionària i anticolonialista del rap francès.

## La carrera
Després de fer nombroses col·laboracions, la Keny Arkana escriu el seu primer àlbum. Aquest, produït per Enterprise, Karl Korlson i Kilomaître, surt a la venda l'octubre de 2006 amb el títol Entre Ciment et Belle Étoile («Entre el ciment i la bella estrella»), amb el segell de Because Music. El títol de l'àlbum fa referència a les nits que li va tocar passar al carrer, quan era jove (en francès, «à la belle étoile» significa «al ras»). Aquest disc enumera els seus nombroses combats, particularment contra la globalització capitalista, l'opressió de l'Estat i el racisme institucional, però també els moments difícils de la seva infància. A «Eh connard» carrega contra el director d'una llar d'acollida que considerava que no tenia cap futur. També rendeix homenatge a l'Argentina a la cançó «Victoria» (amb lletres en castellà a càrrec de Claudio Ernesto González), on «destil·len tocs d'esperança i consciència».
Dona preferència a la militància, definint-se no pas com una rapera, sinó com una contestatària que fa rap.
L'any 2004, participa en la fundació del col·lectiu La Rage du Peuple, que milita per «una còlera positiva, federativa, portadora d'esperança i de canvi». També intervé en nombrosos fòrums altermundialistes a Àfrica i Amèrica del Sud i publica un documental titulat Un autre monde est possible, rodat al llarg de les seves peregrinacions per Brasil, Mali, Mèxic i França.
A la primavera de 2007, la Keny Arkana anul·la els concerts que tenia programats, per una organització poc eficaç dels mateixos («les persones honestes no són molt competents, i les persones competents no són molt honestes»)), llençant una crida als «sense veu» per tal de construir un altre món per la joventut.
Durant l'estiu, participa a diversos festivals (Vieilles Charrues, Dour…), i a la tardor fa una gira francesa, destacant especialment la seva actuació en l'Olympia de París. El 23 de setembre actua al carrer en el barri dels "Pâquis" de Ginebra, Suïssa. Aquest concert salvatge, es va fer a un Carrefour, al mig del carrer, per a donar suport al centre ocupa de Ginebra (com a resposta al desallotjament forçós de gairebé la totalitat dels okupes ginebrins). Al mes d'octubre del 2007 el seu primer àlbum, l'esquisse, que ja havia venut més de seixanta mil còpies, és reeditat.
El novembre de 2007, la Keny Arkana segueix amb la seva gira nacional, La tête dans la lutte («El cap a la lluita»), interpreta als premis Constantin la cançó «Nettoyage au Kärcher» (neteja a kärcher). Segons la revista l'Express, «Keny Arkana inicia les hostilitats. La rapera es posa en marxa com si fos un pitbull. "¿On és l'escòria més gran? A l'Elysium!" Els seus companys surten en escena i fan com si es desfessin d'un company abillat imitant a Sarkozy. Busquem en va amb la mirada a la ministra de Cultura. L'endemà sabrem, a través de les columnes del Parisien, que a la Christine Albanel se li va recomanar sàviament que s'instal·lés a la sala després de l'actuació de Keny Arkana».
El 2008, Keny Arkana fa de telonera a molts dels concerts de Manu Chao, i a més actua a nombrosos festivals, com els Eurockéennes. També llança el seu nou àlbum, Désobéissance, en el que fustiga l'establiment d'un nou ordre mundial i contra el qual crida a la «desobediència civil».
Keny Arkana denúncia l'ús d'organismes modificats genèticament, els problemes mediambientals tals com la sobreexplotació dels recursos, la contaminació de l'aire, dels mars, dels rius i dels sòls, la crisi de la biodiversitat i l'extinció massiva d'espècies, la desforestació, la patent d'éssers vius, particularment d'espècies vegetals per part de grans multinacionals nord-americanes; la globalització de la vigilància electrònica (entre les imatges que il·lustren la portada de l'àlbum s'hi pot veure el braç d'un nadó que té tatuat un codi de barres i les sigles RFID) i d'una forma més generalitzada la guerra econòmica orquestrada pels poderosos d'aquest món.
El 14 d'abril, dia pel que estava prevista la sortida d'un nou disc de Keny Arkana, el seu representant va anunciar pel Facebook que aquest sortiria finalment el dia 23 de maig. El segon disc de Keny Arkana, titulat Tout Tourne Autour Du Soleil, finalment va sortir al mercat el 3 de desembre de 2012.

## Videoclip tergiversat
A l'abril de 2007, un simpatitzant del Front Nacional modifica el videoclip de «La Rage» i el tema «Nettoyage au Kärcher» amb finalitats electorals. Com a resposta, la Keny Arkana publicarà una nota en la qual afirma:
| « | Defensora d'una revolució de base i anti-institucional, insisteixo en recordar que no dono suport a cap candidat, encara menys al del Front Nacional, i el vídeo entra en contradicció absoluta amb els valors que jo sempre he defensat. | » |

| « | No vull quedar-me indiferent amb aquesta modificació pèrfida i escandalosa de la meva música i del meu missatge, però això deixa en evidència la seva descarada estratègia de propaganda, que no per això deixa de ser un atac contra la meva obra. El combat continua. ¡Visca la resistència! | » |

També escriurà la seva resposta en rap en un mp3 difós des del 19 d'abril de 2007 que es titula «Le Front de la Haine» (El Front de l'odi).

## Discografia
- 2003: Volume 1 (EP, amb Etat-Major)
- 2004: Le missile est lancé (EP)
- 2005: L'esquisse (mixtape)
- 2006: La rage (EP)
- 2006: Entre ciment et belle étoile (àlbum)
- 2008: Désobéissance (àlbum)
- 2011: L'esquisse 2 (mixtape)
- 2012: Tout tourne autour du soleil (àlbum)
- 2016 : Victoria
- 2016 : État d'Urgence (EP)[11]
- 2017 : L'Esquisse 3

## Col·laboracions[calcitació]
- 1999: Face cachée de Mars (amb Chiraz, compilació Face cachée de Mars).
- 2002: Etat Major et Mama Chi et Funkfenec (streetape Guerilla Psychik volum 2).
- 2003: Mise À L'Amende (compilació Talents Fâchés).
- 2004: Les murs de ma ville (compilació OM All-Star).
- 2005: Tueuse Née (versió alternativa amb Kayna Samet, inèdit).
- 2005: Ice Cream Remix (amb Le Remède, street-tape, volum 1).
- 2005: Jeunesse d'Occident (compilació Stallag 13 Street Skillz).
- 2005: Style libre (compilació Rap Performance, disc 2)
- 2006: Faut batailler (amb 100%Casa, compilació Crapstape, volum 1).
- 2006: Musique Salvatrice (amb Kalash l'afro, compilació Duos de chocs, volum 2).
- 2006: Un pavé de plus (Compilation rappeurs français Hostile 2006)
- 2007: Le Front de la Haine
- 2007: Face aux Passions (amb l'Algérino, compilació Chroniques de Mars, volum 2).
- 2007: Je Dois Tout Au Rap (amb Mars One)
- 2007: Libre maintenant (amb Ak1)
- 2007: De Buenos Aires A Kinshasa (amb Monsieur R, àlbum Le Che, Une braise qui brûle encore segons el llibre de Olivier Besancenot)
- 2007: Pourquoi je rappe (un tema de l'Eska crew, amb K. Arkana)
- 2008: Le Temps Passe Et Cours (compilació amb Taf 2)
- 2008: La cause amb el grup La Phaze
- 2009: Rappel à l'ordre presentant rapers i policies amb el Brigadier [COLLECTIVO LES REBEUX DES BOIS]
- 2009: Appelle moi camarade (Ministère des Affaires Populaires, Les Bronzés font du Chti)
- 2009: Fruits de la zone featuring TLF sur la mixtape Talents Fachés 4 coins de la France
- 2009: Appel d'Urgence Révolution Urbaine amb Keny Arkana a l'àlbum l'histoire ne fait que commencer (22 de juny de 2009)
- 2009: Pas peur du micro (amb SMOD)
- 2009: Tu verras dans nos yeux Mik Delit presenta a Keny Arkana i Soprano.
- 2009: 13 Soldats Mik Delit presenta a Keny Arkana, Kalash L'Afro i d'altres.
- 2009: Un autre monde Casus Belli presenta a Keny Arkana. [Cas de guerre]
- 2010: C'est pourquoi (presenta a SN, a la compilació Marseille Rap 2010)
- 2010: Vox Populis Sat L'Artificier presenta a Keny Arkana y RPZ. (Diaspora)
- 2010 : Bienvenue à marseille (REMIX) Puissance Nord feat. Faianatur & Stone Black (Carré Rouge) & Yak & Segnor Alonzo (Psy 4 De La Rime) & Degun & Soprano (Psy 4 De La Rime)
- 2011 : Téléphone Arabe al projecte de Din records Table d'écoute II amb Médine, Salif, Tunisiano, Mac Tyer, Ol Kainry, La Fouine & Rim-K de 113
- 2011 : V pour vérités (extrait de l'Esquisse 2)
- 2011 : L'Homme en costard amb Eriah
- 2011 : La liste noire La Liste Noire (de Saïz)
- 2012 : L'autre bout du monde feat. Ladea sur la mixtape [Qui veut ça vol. 2]
- 2012 : Imbattable feat. Lacrim a l'àlbum Faites entrer Lacrim
- 2013 : Triste Monde (Q.H.S. Remix) a la cinta Q.H.S. Remix Volume 1.
- 2014 : Les portes du pénitencier  Shtar Academy Feat. Nemir, Keny Arkana, Nekfeu, Nor, R.E.D.K, Tékila, Lino, Bakar, Psy 4 De La Rime, Sat l'Artificier, Médine, Orelsan & Gringe al projecte de la Shtar Academy